# Паскуалина
Паскуалина (итал. Pasqualina, Torta pasqualina; лиг. tôrta pasqualinn-a или turta de gee) — итальянский несладкий пасхальный пирог для семейного застолья, особенно распространённый в провинции Лигурия. Ранее этот пирог готовили исключительно на Христово Воскресение, откуда и пошло его название («Паскуа» означает «Пасха»). В прошлые века яйца и сыр, основные ингредиенты паскуалины, были едой, которую ели только по особым случаям. Начинка кулича характерна для пасхального периода, то есть для весны: это яйца, зелень (обычно свекольная), зелёный лук, майоран, горох.
Паскуалина выпекается за несколько дней до Пасхи (по григорианскому календарю), чтобы пирог успел настояться. Представляет собой изюминку пасхального обеда, в прошлом был апофеозом мастерства домохозяек, которые должны были уложить все 33 листа теста (в память о возрасте Христа). Существование генуэзского кулича паскуалина задокументировано с XVI века, когда учёный-гуманист Ортенсио Ландо упоминает его в «Каталоге изобретений, которые едят и пьют». Тогда он был известен как гаттафура (итал. Gattafura), потому что полюбившие его кошки (gatto — «кошка») частенько его воровали (furarla).
Регионы Лацио и Лигурия зарегистрировали в Министерстве сельскохозяйственной политики два традиционных итальянских сельскохозяйственных продукта с названием Torta pasqualina.

## Приготовление
По традиции готовится из 33 коржей пресного теста на воде и оливковом масле, но разрешено и 12 коржей (по числу апостолов). Рецепт 1800 года предписывал 27 листов теста: 10 снизу и 17 сверху. В наши дни для экономии сил и времени его часто готовят из слоёного теста или ограничиваются несколькими слоями теста. Начинка — мангольд или шпинат, сыр рикотта, целые варёные яйца, которые делают пирог очень красивым в разрезе. Существуют местные вариации с начинкой из артишоков, гороха или других овощей, но обычный генуэзский кулич готовится только с мангольдом — подвидом свёклы обыкновенной. Пирог остужают, хранят в холодильнике несколько дней, а также часто берут на традиционный для Италии пасхальный пикник. В Италии готовят и сладкие варианты этого пирога.